# Hubert Selby
Hubert Selby (25. července 1928 – 26. dubna 2004 Brooklyn, New York) byl americký spisovatel. Jeho nejznámějším dílem je román Poslední odbočka na Brooklyn (1964), který se řadí ke klasickým dílům anglo-americké literatury.

## Dílo
- Poslední odbočka na Brooklyn (1964) (zfilmováno v roce 1989)
- Rekviem za sen (1979) (zfilmováno v roce 2000)
- Píseň tichého sněhu (1986)